# Sede del Partido Comunista Francés
La sede del Partido Comunista Francés (en francés: Siège du Parti communiste français) está situada en el número 2 de la Place du Colonel Fabien, en el XIX Distrito de París. El arquitecto principal fue Oscar Niemeyer, que había diseñado muchos edificios de Brasilia.

## Descripción
Fue diseñado en 1966 y las obras comenzaron en 1968. El edificio se inauguró en 1971; su cúpula exterior no se completó hasta 1980. Fue construido en hormigón y tiene curvas. La cúpula, donde se encuentra el Consejo Nacional del partido, representa, según el arquitecto, a una mujer embarazada. Niemeyer, también comunista, diseñó el edificio mientras vivía exiliado en Francia durante la dictadura militar en Brasil.
En 2007, el edificio fue clasificado como monumento histórico. Una encuesta realizada por 20 minutos en 2020 determinó que el edificio era el que más dividía las opiniones de los parisinos, junto con la Tour Montparnasse y el Sacré-Cœur.

## Otros usos
Cuando Robert Hue era el líder del partido, se acordó la realización de desfiles de moda y filmaciones en la sede para obtener ingresos extra. El primero fue de Prada en 2000, seguido de Thom Browne y Jean Paul Gaultier. La cantante belga Angèle filmó aquí el vídeo de "Jalousie", al igual que Alain Souchon para "Et si en plus, y a personne". También se grabaron aquí la película Mood Indigo (2013) y la serie Osmosis.  En 2012, el edificio solo contaba con 44 empleados permanentes, y el diario Libération lo consideraba desproporcionadamente grande; el secretario nacional Pierre Laurent dijo que el partido nunca vendería el edificio.
En agosto de 2008 se decidió alquilar las dos últimas plantas de las seis a empresas privadas bajo el nombre de Espace Niemeyer, lo que supondría un ahorro de 3 millones de euros de un presupuesto anual de 12 millones. Los primeros inquilinos fueron Autochenille Production, una empresa de cómics y animación.

## Galería de fotos

Vista aérea de la cúpula
Vista de la azotea